# (35663) 1998 QT50
1998 QT50 (asteroide 35663) é um asteroide da cintura principal. Possui uma excentricidade de 0.31581150 e uma inclinação de 10.25715º.
Este asteroide foi descoberto no dia 17 de agosto de 1998 por LINEAR em Socorro.